# Charlotte Independence
Charlotte Independence – amerykański klub piłkarski z siedzibą w Charlotte.

## Historia
Klub został założony w 2014 i w sezonie 2014 przystąpił do rozgrywek USL, stanowiących trzeci poziom ligowy w USA. W 2018 USL stało się drugim poziomem rozgrywkowym. W grudniu 2021 opublikowano oświadczenie o przeniesieniu klubu do ligi USL League One od sezonu 2022.

### Historia występów ligowych
| Sezon | Poziom | Liga             | Konferencja | Miejsce w konferencji | Miejsce ogólnie | Faza playoff |
| ----- | ------ | ---------------- | ----------- | --------------------- | --------------- | ------------ |
| 2015  | III    | USL              | Wschodnia   | 7.                    | 13.             | –            |
| 2016  | III    | USL              | Wschodnia   | 5.                    | 7.              | 1/8 finału   |
| 2017  | III    | USL              | Wschodnia   | 5.                    | 11.             | 1/8 finału   |
| 2018  | II     | USL              | Wschodnia   | 11.                   | 21.             | –            |
| 2019  | II     | USL Championship | Wschodnia   | 13.                   | 27.             | –            |
| 2020  | II     | USL Championship | Wschodnia   | 6.                    | 12.             | 1/8 finału   |
| 2021  | II     | USL Championship | Wschodnia   | 4.                    | 6.              | ćwierćfinał  |
| 2022  | III    | USL League One   | –           | –                     | 6.              | półfinał     |
| 2023  | III    | USL League One   | –           | –                     | 4.              | finał        |